# Protocobitis polylepis
Protocobitis polylepis és una espècie de peix de la família dels cobítids i de l'ordre dels cipriniformes.

## Morfologia
- Els mascles poden assolir 2,6 cm de llargària total i les femelles 3,3.[3]

## Hàbitat
Viu en zones de clima tropical.

## Distribució geogràfica
Es troba a Guangxi (Xina).